# ألاينا ريد هال
ألاينا ريد هال (بالإنجليزية: Alaina Reed Hall)‏ هي ممثلة أمريكية، ولدت في 10 نوفمبر 1946 في الولايات المتحدة، وتوفيت في 17 ديسمبر 2009 بسانتا مونيكا في الولايات المتحدة بسبب سرطان الثدي.

## أعمال

### أفلام
- (1992) الموت أصبح هي[6]

### مسلسلات
- ذا سويت لايف أوف زاك أند كودي
- شارع السمسم

## وصلات خارجية
- ألاينا ريد هال على موقع IMDb (الإنجليزية)
- ألاينا ريد هال على موقع ألو سيني (الفرنسية)
- ألاينا ريد هال على موقع أول موفي (الإنجليزية)
- ألاينا ريد هال على موقع قاعدة بيانات برودواي على الإنترنت (الإنجليزية)
- ألاينا ريد هال على موقع قاعدة بيانات الأفلام السويدية (السويدية)
- ألاينا ريد هال على موقع إن إن دي بي (الإنجليزية)
- ألاينا ريد هال على موقع قاعدة بيانات الفيلم (الإنجليزية)
- ألاينا ريد هال على موقع كينوبويسك (الروسية)